# Palacio de los Deportes Paco Paz
Le Palais des sports Paco Paz (en espagnol, Palacio de los Deportes Paco Paz et en galicien, Pazo dos Deportes Paco Paz) est une salle omnisports située à Orense (Galice, Espagne). La salle, inaugurée en 1988, est gérée par la Diputación Provincial de Orense. Elle peut accueillir 5 500 spectateurs.
C'est dans cette salle que le club de basketball du CB Ourense et celui de futsal de l'Ourense FS jouent leurs matches.
La salle est aussi utilisée pour des concerts, des expositions ou des meetings politiques.
Elle est située à côté du Parque Tecnológico.